# Ramatcal

Bandera del Comandant en Cap de les FDI

El Ramatcal (en hebreu: רמטכ"ל) també anomenat (en hebreu ראש המטה הכללי) és el Comandant en Cap de les Forces de Defensa d'Israel, és el grau màxim de les FDI. Aquest és un càrrec equivalent a Cap de l'Estat Major de la Defensa (JEMAD) de les Forces Armades d'Espanya. La posició del Ramatcal es defineix en les Lleis Bàsiques d'Israel.

## Posició jurídica
La posició de ramatkal es defineix a la Llei bàsica: els militars (1976), clàusula tercera. El Ramatcal es designa formalment per a un període de tres anys, ampliat sovint fins a quatre anys i ocasionalment fins i tot cinc. El Ramatcal actual és Herzi Halevi.
- El càrrec màxim de les Forces de Defensa d'Israel és el del Comandant en Cap;
- El Comandant en Cap està sota l'autoritat del Govern d'Israel i subordinat al Ministre de Defensa;
- El Comandant en Cap ha de ser designat pel govern, segons la recomanació del Ministre de Defensa.

## Significant
Donada la importància de les FDI en la societat israeliana, el Cap de l'Estat Major és una figura pública molt respectada. excaps d'Estat Major amb freqüència utilitzen la importància de la seva posició en l'Exèrcit per passar a la vida política. Dos Caps d'Estat Major (Yitzhak Rabin i Ehud Barak) s'han convertit en Primer Ministre i altres nou (Yigael Yadin, Moixé Dayan, Tzvi Tzur, Haim Bar Lev, Mordechai Gur, Rafael Eitan, Amnon Lipkin-Shahak, Shaul Mofaz i Moshe Ja'alon) han servit en la Kenésset. D'aquests, només Tzur no va ser nomenat per al Consell de Ministres. Ehud Barak i tres excaps d'Estat Major (Dayan, Rabin i Mofaz) van ocupar el càrrec de ministre de Defensa, àmpliament considerat com el lloc de ministre més poderós del país i el civil superior immediat del Cap d'Estat Major.

## Llista dels Comandants en Cap de les FDI
- Yaakov Dori (1947-49)
- Yigael Yadin (1949-52)
- Mordechai Maklef (1952-53)
- Moshé Dayán (1953-58)
- Chaim Laskov (1958-61)
- Tzvi Tzur (1961-64)
- Yitzhak Rabin (1964-68)
- Chaim Bar-Lev (1968-72)
- David Elazar (1972-74)
- Mordechai Gur (1974-78)
- Rafael Eitan (1978-83)
- Moshe Levi (1983-87)
- Dan Shomron (1987-91)
- Ehud Barak (1991-95)
- Amnon Lipkin-Shahak (1995-98)
- Shaul Mofaz (1998-2002)
- Moshe Ja'alon (2002-05)
- Dan Halutz (2005-2007)
- Gabi Ashkenazi (2007-2011)
- Benny Gantz (2011-2015)
- Gadi Eizenkot (2015-2019)
- Aviv Kochavi (2019-2023)
- Herzi Halevi (2023-2025[5])
- Eyal Zamir (2025[5]-)